# Тульський обласний театр юного глядача
Тульський обласний театр юного глядача — театр юного глядача в Тулі.

## Історія театру
Тульський обласний театр юного глядача був створений на базі Театру робочої молоді в Тулі в 1931 році. В першу трупу театру увійшли артисти А. Алексєєв, Б. Басевич, В. Ларін, Н.Меліоранський, О. Островська, А. Пільх, М. Матвєєв, В.Трофімов та інші. Першим художнім керівником театру став актор і режисер Тульського драматичного театру В. В. Істомін-Кастровський. У 1936 році театру передано будівлю колишнього Народного дому Імператорських збройових заводів на вулиці Комінтерну.
Під час Другої Світової війни театр виступав у військових частинах і шпиталях. У 1947 році вперше в СРСР Тульський ТЮГ поставив виставу за романом А.Фадєєва «Молода гвардія».
З Тульським ТЮЗом пов'язані імена багатьох видатних діячів театрального мистецтва, таких як В. М. Невинний Е.Пчолкіна, Н.Маршак. Н.Козаков, З.Леонтьєва, Е. Б. Капелюш, В.Богатирьов. Р.Соколов, Н.Коршунов, А. А. Грунда і багато інших.
На сцені театру було зіграно близько 420 вистав. ТЮГ — лауреат і дипломант Міжнародних та Всеукраїнських фестивалів.

## Трупа
- Пчолкіна Євгенія Іванівна (1945-1963)
- Чотпаєва Ольга Григорівна, заслужена артистка Росії (2002)
- Ісмангулов Селімжан Харісович, заслужений артист Росії (2010)